# Crotalaria tiantaiensis
Crotalaria tiantaiensis är en ärtväxtart som beskrevs av Yan C.Jiang, X.Y.Zhu, Y.F.Du och Hiroyoshi Ohashi. Crotalaria tiantaiensis ingår i släktet sunnhampor, och familjen ärtväxter. Inga underarter finns listade i Catalogue of Life.